# Les Éditions La Vie du rail
Pour les articles homonymes, voir La Vie du rail.
Ne doit pas être confondu avec La Vie du rail (hebdomadaire) ou La Vie du rail magazine.
Les Éditions La Vie du rail est un groupe de presse français, qui publie des magazines et des livres spécialisés consacrés au chemin de fer et plus généralement aux transports.

## Titres édités
Depuis 2002, afin de diversifier son lectorat, Les Éditions La Vie du rail ont segmenté leurs revues et publient :
- La Vie du rail, hebdomadaire généraliste centré sur le chemin de fer ;
- En train magazine[3] : Magazine grand public destiné aux usagers en quête de voyages ferroviaires et de bons plans.
- Ville, rail & transports[4] : d'abord hebdomadaire et intitulé Rail & transport, il est ensuite publié toutes les deux semaines sous le titre Ville & transports magazine, puis Ville, rail & transport en 2009 à la suite de sa fusion avec La Vie du rail international[5]. Il est destiné aux professionnels dans le domaine des transports. En décembre 2012, Ville, rail & transports élargit son activité et développe une branche formation, Ville, rail & transports : Formations, proposant des formations intensives de courte durée (un ou deux jours) sur les problématiques liées aux transports, aux mobilités urbaines et au développement durable[6] ;
- Historail, trimestriel, spécialisé dans l'histoire du chemin de fer et édité à partir de mars 2007 avec l'accord d'HistoRail, musée du chemin de fer à Saint-Léonard-de-Noblat ;
- Rail Passion, mensuel, pour les passionnés de chemin de fer.

## Structure financière
Le capital de la société se répartit entre :
- Vincent Lalu, 50,9 % ;
- Groupe Le Monde, 18,07% ;
- 8 personnes physiques : 31,03%